# Musée national de Šabac
Bâtiment du lycée de Šabac
Le musée national de Šabac (en serbe cyrillique : Народни музеј Шабац ; en serbe latin : Narodni muzej Šabac) est un musée situé à Šabac, dans l'ouest de Serbie. Il a été créé le 11 janvier 1955.

## Architecture

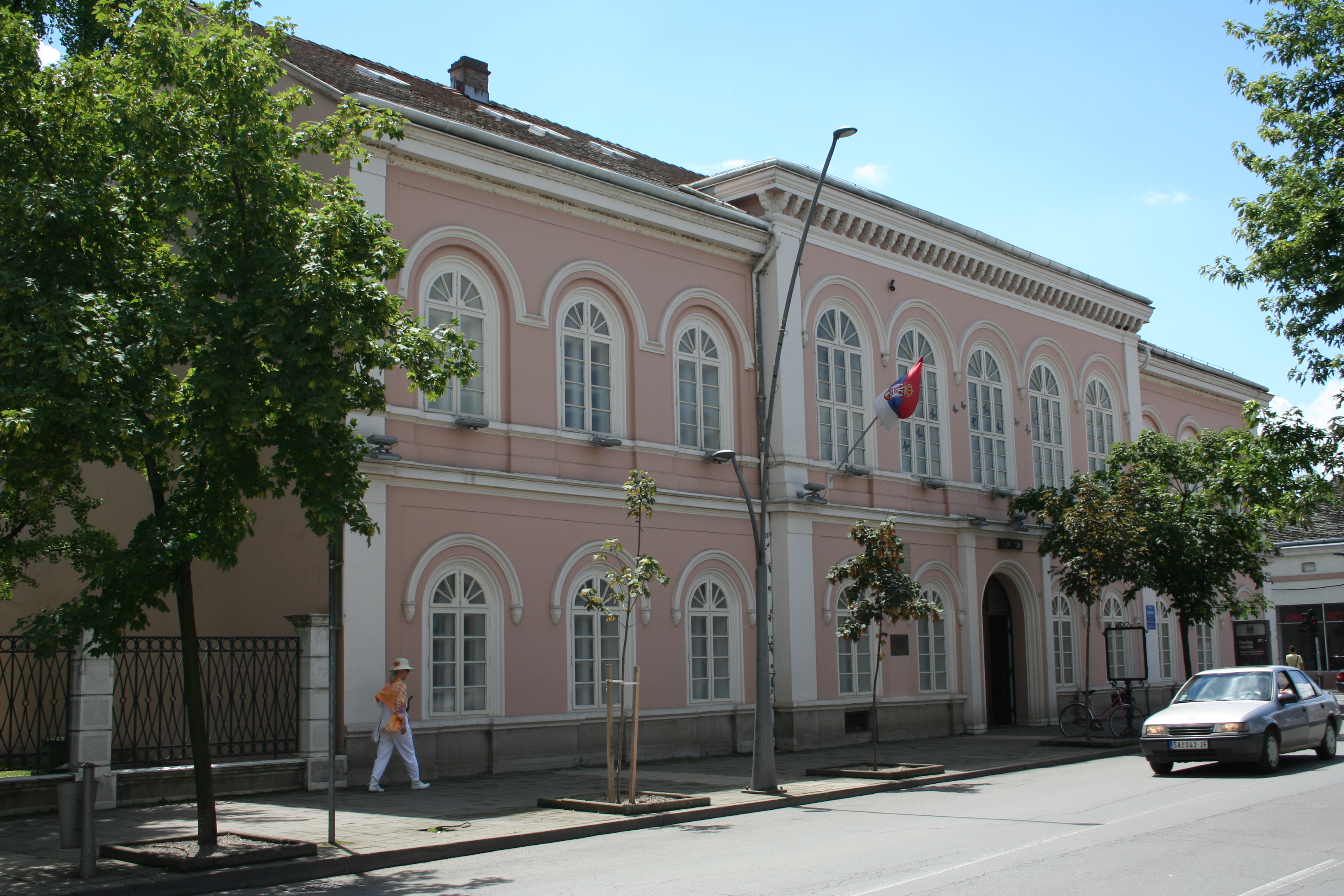
Vue du bâtiment.

Le bâtiment du lycée de Šabac (en serbe cyrillique : Зграда Полугимназије у Шапцу ; en serbe latin : Zgrada Polugimnazije u Šapcu) est inscrit sur la liste des monuments culturels de grande importance de la république de Serbie (identifiant no SK 719),,.
Situé 15 rue Masarikova, il a été le premier établissement scolaire de Serbie construit au milieu du XIXe siècle dans l'esprit de l'architecture occidentale. Caractéristique du style éclectique, il a été bâti en 1856-1957.
De plan rectangulaire, il est constitué d'un rez-de-chaussée et d'un étage. Sur le plan horizontal, il est rythmé par un cordon séparant les étages et par une série de fenêtres cintrées, tandis que, verticalement, l'accent est mis sur une avancée centrale. Toutes les ouvertures sont entourées par une décoration plastique profilée et la corniche qui court sous le toit est soutenue par des consoles ornées de motifs anthropomorphes.
Après des travaux de restauration réalisés entre 1985 et 1987, le bâtiment lycée est devenu le Musée national de la ville.

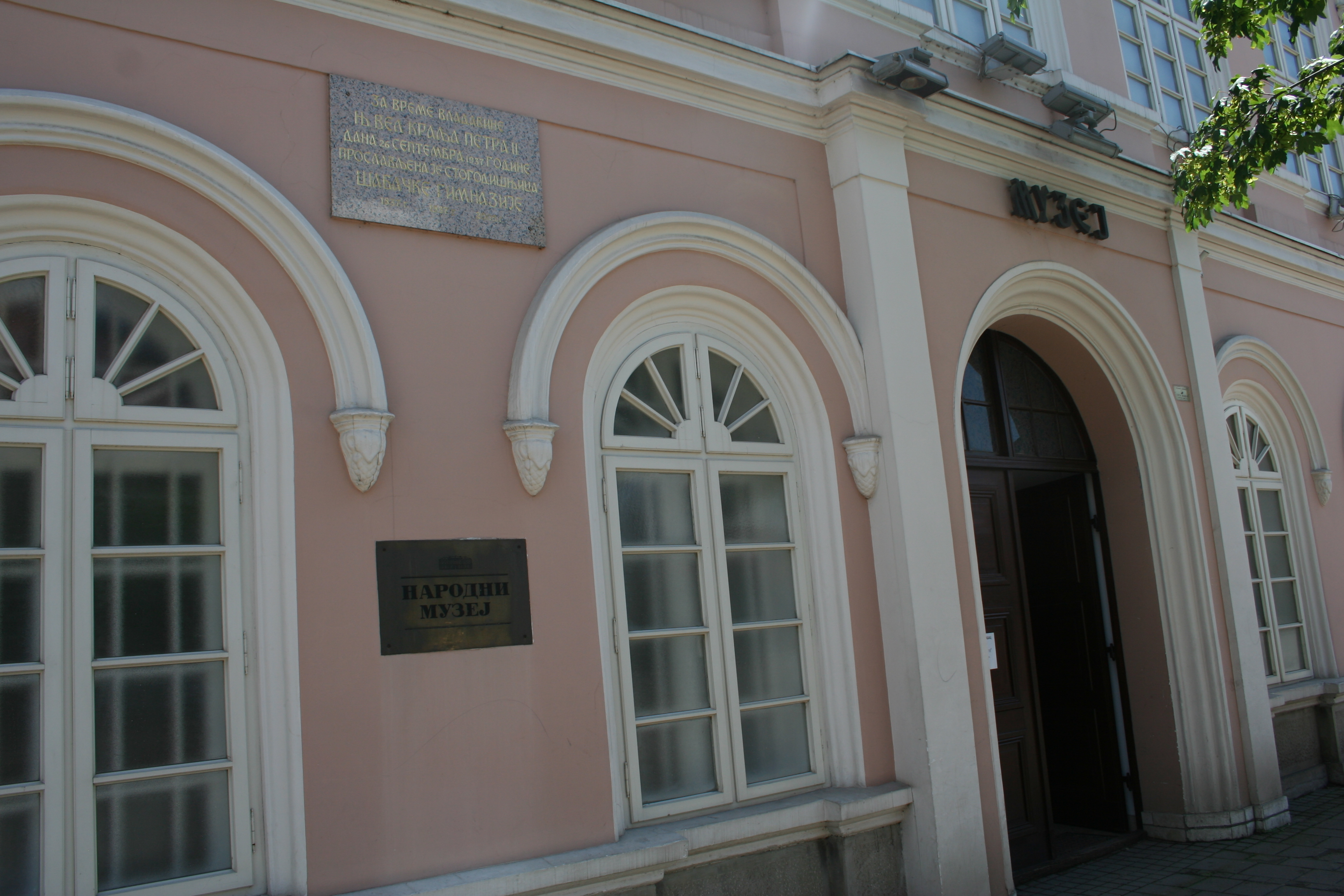
Détail de l'entrée.